# Giao tranh Trung Quốc–Ấn Độ 2020
Giao tranh Trung Quốc–Ấn Độ năm 2020 là một phần của các cuộc đụng độ quân sự đang diễn ra giữa Trung Quốc và Ấn Độ. Kể từ ngày 5 tháng 5 năm 2020, quân đội Trung Quốc và Ấn Độ được báo cáo đã có hành động kích động, đối mặt và đánh nhau tại nhiều địa điểm dọc biên giới Trung-Ấn, bao gồm địa điểm gần hồ Pangong ở Ladakh và một địa điểm gần biên giới giữa Sikkim và Khu tự trị Tây Tạng. Ngoài ra, các cuộc chạm trán khác diễn ra tại các địa điểm ở phía đông Ladakh, dọc theo Đường kiểm soát thực tế (LAC) đã tồn tại từ sau Chiến tranh Trung-Ấn năm 1962.
Vào cuối tháng 5, Trung Quốc đã phản đối việc xây dựng đường của Ấn Độ ở thung lũng sông Galwan. Theo các nguồn tin Ấn Độ, cuộc cận chiến vào ngày 15 và 16 tháng 6 năm 2020 đã dẫn đến cái chết của 20 binh sĩ Ấn Độ (bao gồm một sĩ quan) và thương vong cho 43 binh sĩ Trung Quốc (bao gồm cái chết của một sĩ quan). Một số cơ quan báo chí cho biết 10 binh sĩ Ấn Độ, trong đó có 4 sĩ quan đã bị Trung Quốc bắt giữ và sau đó được thả ra vào ngày 18 tháng 6.
Trong bối cảnh bế tắc, Ấn Độ đã quyết định đưa thêm 12.000 công nhân đến khu vực để giúp hoàn thành xây dựng cơ sở hạ tầng của Ấn Độ. Chuyến tàu đầu tiên với hơn 1.600 công nhân rời Jharkhand vào ngày 14 tháng 6 năm 2020 đến Udhampur, từ đó họ sẽ tiếp tục hỗ trợ Tổ chức Đường bộ Biên giới của Ấn Độ tại biên giới Trung-Ấn. Các chuyên gia nói rằng sự bế tắc có thể là kết quả của các biện pháp phủ đầu từ phía Trung Quốc để phản ứng với dự án cơ sở hạ tầng Darbuk–Shyok–DBO ở Ladakh. Phát triển cơ sở hạ tầng mở rộng của Trung Quốc cũng đang diễn ra tại các khu vực biên giới đang tranh chấp này.
Quyết định Thu hồi tình trạng đặc biệt của Jammu và Kashmir vào tháng 8 năm 2019 của chính phủ Ấn Độ cũng đã gây khó khăn cho người Trung Quốc. Tuy nhiên, Ấn Độ và Trung Quốc đều khẳng định rằng có đủ cơ chế song phương để giải quyết tình hình thông qua ngoại giao thầm lặng. Sau cuộc đụng độ tại Thung lũng Galwan vào ngày 15 tháng 6, nhiều quan chức chính phủ Ấn Độ cho biết căng thẳng biên giới sẽ không ảnh hưởng đến thương mại giữa Ấn Độ và Trung Quốc mặc dù có một số chiến dịch tẩy chay các sản phẩm Trung Quốc. Và tất nhiên, trong những ngày tiếp theo, nhiều hành động đã được thực hiện trên mặt trận kinh tế bao gồm hủy bỏ và xem xét thêm một số hợp đồng với các công ty Trung Quốc, và các lời kêu gọi cũng được thực hiện nhằm ngăn chặn sự xâm nhập của Trung Quốc vào các thị trường chiến lược ở Ấn Độ như viễn thông. Phần lớn trong số này giới hạn ở mức thấp và chủ yếu phản ứng trên phương tiện truyền thông xã hội.

### Tại Pangong Tso

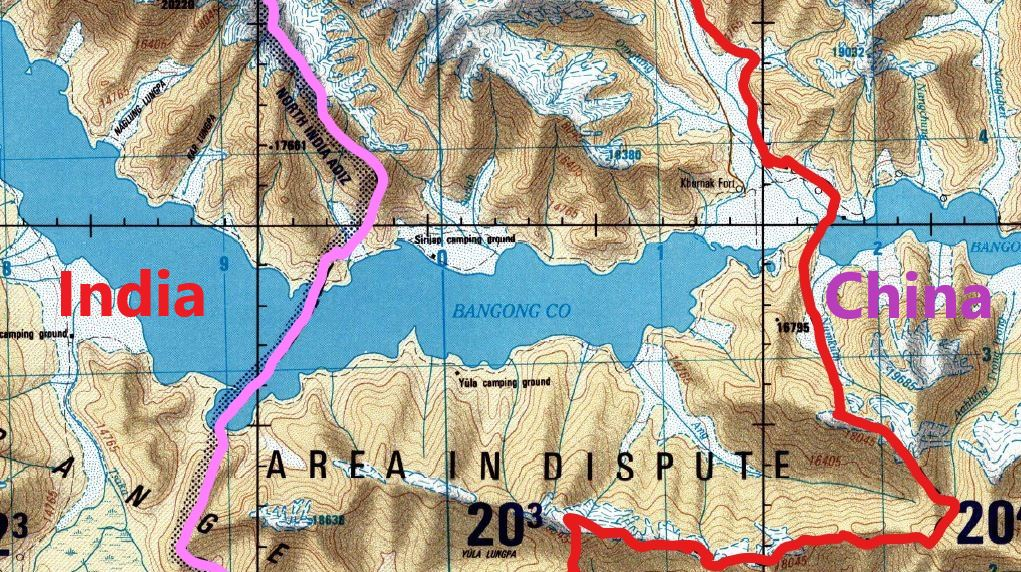
Một phần của Pangong Tso / Bangong Co với các yêu sách chủ quyền của Trung Quốc (màu hồng) và Ấn Độ (màu đỏ). Khu vực ở giữa là khu vực tranh chấp. Hiển thị Pháo đài Khurnak và khu trại Sirijap.

## Phản ứng kinh tế

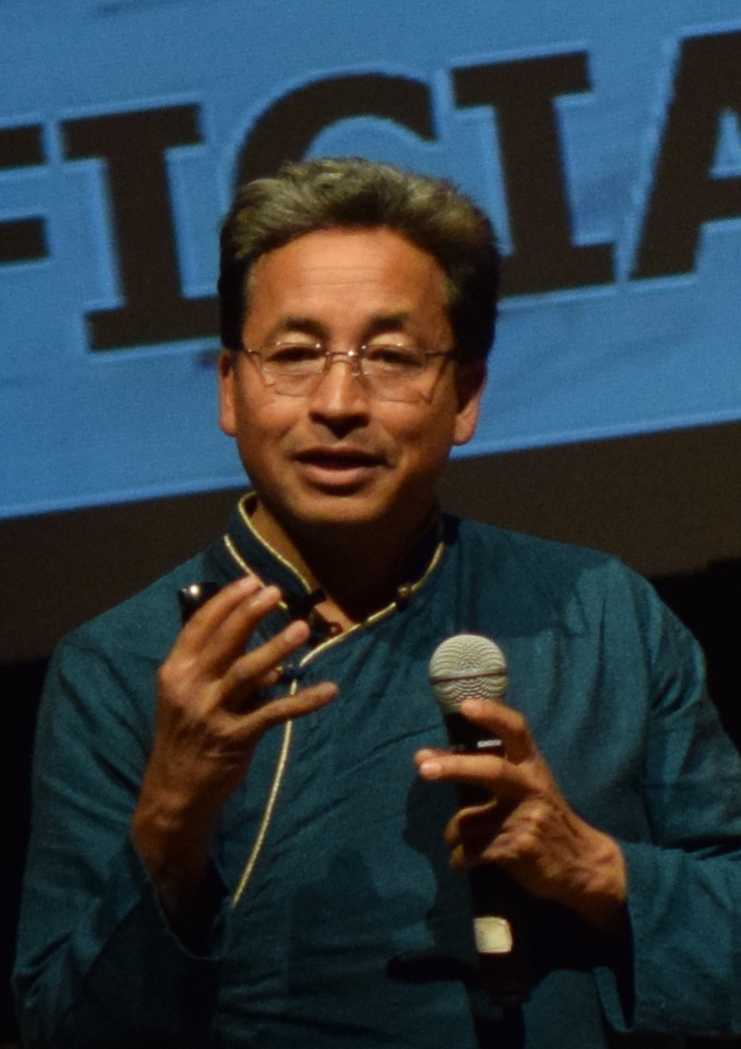
Sonam Wangchuk kêu gọi tẩy chay các sản phẩm của Trung Quốc.